# Dési Huber István

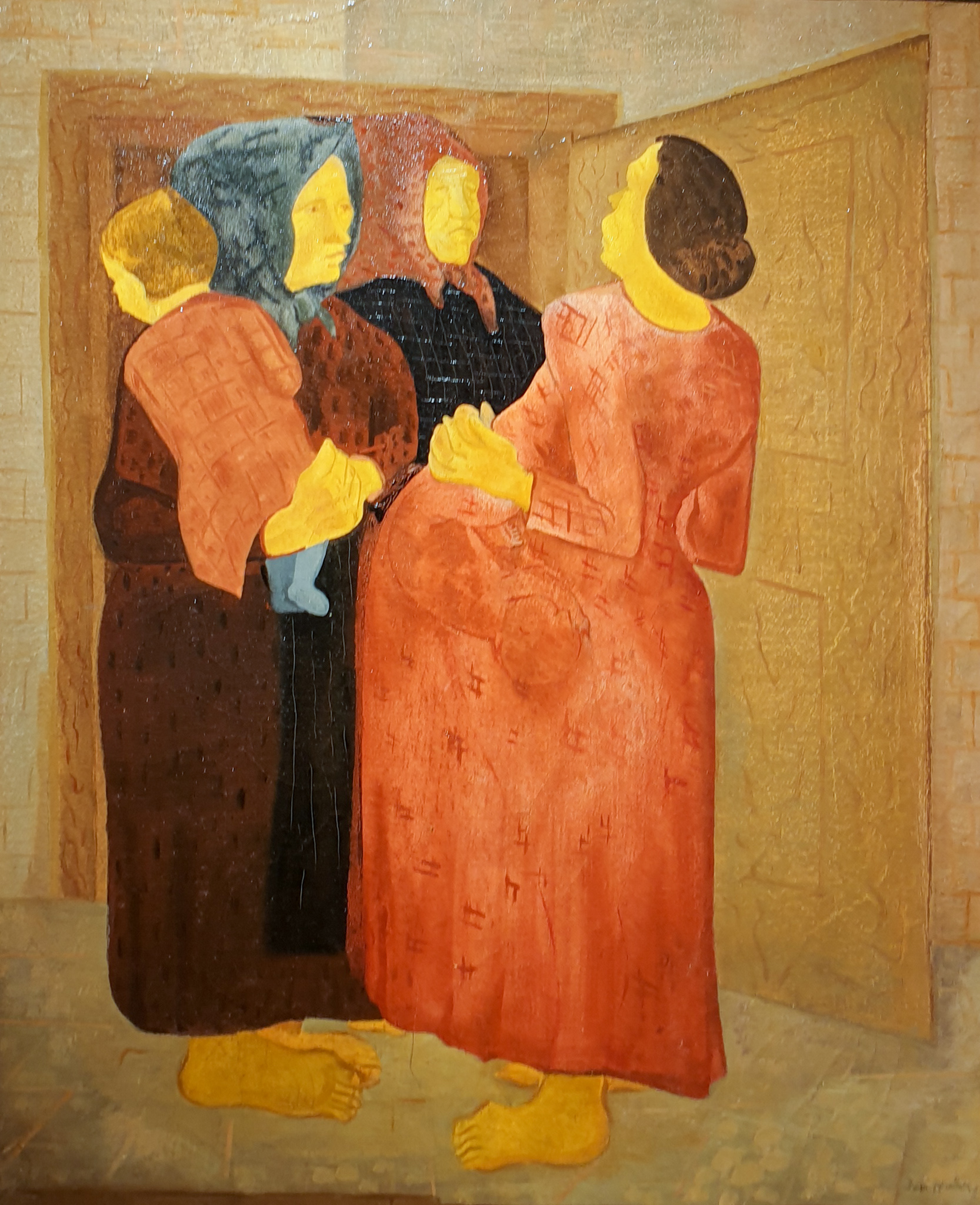
Várandós asszony, Dési Huber festménye 1932 körül

Dési Huber István (Nagyenyed, 1895. február 6. – Budapest, 1944. február 25.) posztumusz Kossuth-díjas (1958) magyar festőművész, grafikus. Huber Győző író öccse.

## Élete
Apai részről német kisiparos, anyai részről bocskoros nemesi családból származott. Anyja korán meghalt. Apja hamarosan csődbe jutott, ezért anyagi gondok miatt nem tanulhatott. A fővárosban alkalmi munkából élt. Önéletrajza szerint volt munkás, inas, pincér, kifutó, csavargó. Nyolc évig hányódott, a Ganz Vagongyárban vasesztergályosok mellett majdnem kitanulta a szakmát, majd visszament Erdélybe és ügyvéd-írnokként dolgozott, Désen.
Az első világháború kitörésekor önkéntesként bevonult, negyven hónapot töltött harctereken. Tüdőbaja miatt leszerelték. A háború után egy ideig Erdélyben maradt, Désen rajziskolába járt, ahol többek között Szopos Sándor festő oktatta, ugyanakkor apja műhelyében arany- és ezüstművességgel foglalkozott. 1921-ben Budapestre költözött és elhelyezkedett a dr. Polgár-féle ezüstárugyárban. Emellett a Kisképző iparművészeti iskolát, majd a Podolini Volkmann Artúr-féle szabadiskolát látogatta. 1923-ban vette feleségül Sugár Stefániát, barátja, Sugár Andor festőművész nővérét. 1924-től sógorával együtt Olaszországban ezüstművesként dolgozott. A híres képtárak tanulmányozása mellett Torinóban a Quadriennalén és Firenzében a nemzetközi rézkarckiállításon is megjelent. A rézkarc technikájára Kron Béla oktatta. 1927-ben tért vissza Magyarországra, és belépett a KÚT (Képzőművészek Új Társasága) tagjai közé. Az illegális kommunista mozgalomban tevékenykedett, 1927–28-ban a Negyedik rend címmel linóleummetszet-sorozatot készített.

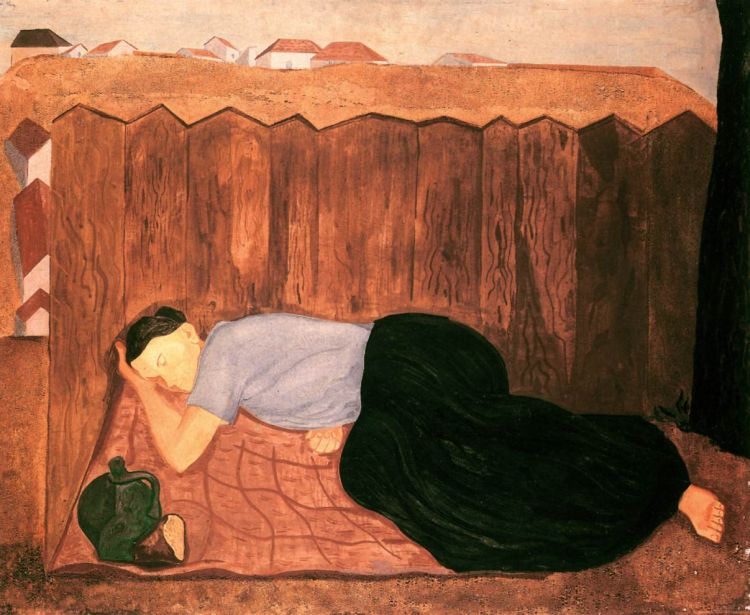
Dési Huber István: Déli pihenő

1934-ben egy sarló-kalapács motívumot ábrázoló csendélete miatt letartóztatták.
1930-tól időszakonként szanatóriumba kellett vonulnia,  a fronton szerzett tüdőbaja gyógykezelésére. Gyógyulást, pihenést keresni utazott többször Désre, Bátorligetre, Hollókőre, e kis falvakban nemcsak a táj bűvölte el, hanem lakóival is kapcsolatot talált. Egyre növekvő érdeklődéssel és megértéssel fordult a paraszti világ felé, képein sorsuk tolmácsolójává lett. 1936-ban tüdőplasztikai műtétet kellett végrehajtani rajta.
1937-től Rákospalotán dolgozott, ettől kezdve bontakozott ki expresszív korszaka.
A Fiumei úti sírkert Munkásmozgalmi Panteonjában helyezték örök nyugalomra.

## Művészete, művei

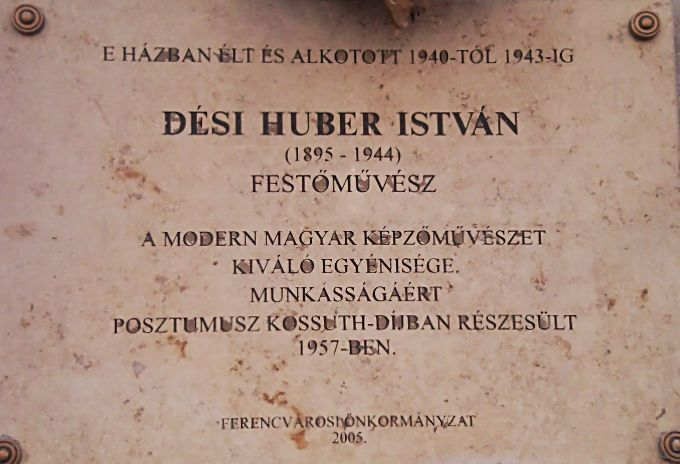
Emléktáblája Budapest IX. kerületében, az Ipar utcában

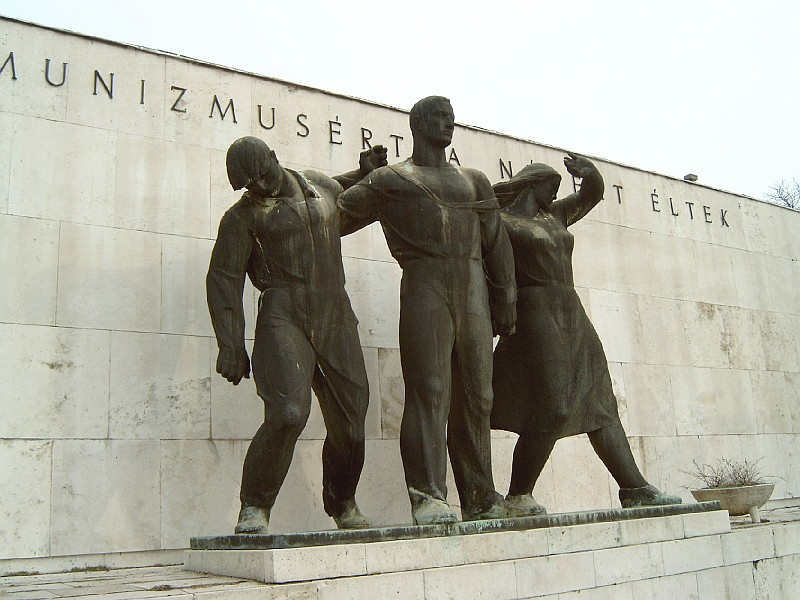
Dési Huber István sírja a Kerepesi temető Munkásmozgalmi Pantheonában. Szobrász: Olcsai-Kiss Zoltán, építész: Körner József

Korábban a kubizmus, majd az expresszionizmus kifejezésmódja érezhető művein, Vincent van Gogh drámai festészete erős hatással volt rá. Művészete összekötő volt a Derkovits-féle expresszionizmus és az ún. alföldi iskola expresszív realizmusa között.
- Sasso del Carmine (rézkarc), 1924
- Irénke (rézkarc), 1924
- Giandante X. (rézkarc), 1924
- IV. rend című, 8 lapból álló linóleummetszet-sorozat, 1928
- Székely menyecske, 1930
- Nyitott ablak a dési templommal, 1930
- Teréz, 1934
- Öreg csősz, 1934
- Pihenő szénbányász, 1934
- Déli pihenő, 1934
- Vén kubikos, 1934 (megvásárolta a Fővárosi Képtár)
- Kisöreg (II. változata), 1937
- Pásztorlány
- Folyó híddal
- Öböl
- A vörös torony
- Madárdal
- Budakeszi vörös kémény, 1937
- Keserves, 1937
- Viharmadarak, 1937
- Szalmakalapos önarckép, 1937
- Vörösinges önarckép
- Önkínzó önarckép, 1937
- Péter és Pál után, 1938
- Vándor az ablakban, 1939
- Hollókői öregasszony, 1939
- Szamos a nyúlgátakkal, 1942
- Kéksapkás önarckép, 1943
- Szamos-parti görbe fák, 1943
- Vízimalom a Szamoson, 1943
- Bivalyok a Szamosban, 1942–43

## Kiállításai
- 1929 – Kovács Ákos szalonja
- 1930 – Új progresszív művészek Tamás Galéria
- 1932 – Ernst Múzeum
- 1934 – KUT kiállítás
- 1938 – Ernst Múzeum
- 1941 – Erns Múzeum (akkor Almásy-Teleki Műintézet)
- 1947 – Emlékkiállítás, Ernst Múzeum
- 1948 – Dési Huber István-kör (rézkarcai)
- 1949 – Emlékkiállítás, Pécs
- 1956 – Emlékkiállítás, Budapest
- 1957 – Forradalmi Művészet, Műcsarnok
- 1959 – Emlékkiállítás, Budapest
- 1964 – Emlékkiállítás, Magyar Nemzeti Galéria

## Díjai
- Posztumusz Kossuth-díj, 1958
- Szinyei Merse Pál Társaság nagydíja, 1944

## Szakirodalmi munkássága
- A világnézet mint formateremtő erő a képzőművészetben. In: Forrás 1930. 4. szám
- A festészeti „izmusok” bírálatához. In: Korunk, Kolozsvár, 1933
- A magyar képzőművészet új szakasza. In: Korunk, Kolozsvár, 1933
- A képzőművészet és a társadalom változásai. In: Korunk, Kolozsvár, 1933
- A művészetről, Budapest, 1959

## Emlékezete
- Halálának ötödik évfordulójára utolsó lakásának, az Ipar utca 11. számú háznak és az Erzsébet Tüdőszanatóriumnak falán felavatták emléktábláját
- Szombathelyen, 1976. július 30-án avatták fel Dési Huber István Emlékmúzeumát
- Budapesten, a Ferencvárosban, a József Attila-lakótelepen utcát neveztek el róla, szintén ezen a lakótelepen található a Dési Huber MűvelőDÉSI Ház, illetve a Dési Huber István Általános Iskola
- Szépirodalmi alkotás róla: Radnóti Miklós: Nem bírta hát… (vers)